# Charles Van den Ouwelant
Charles Van den Ouwelant MSC (* 3. Juli 1911 in Zundert; † 22. August 2003) war Bischof von Surigao.

## Leben
Charles Van den Ouwelant trat der Ordensgemeinschaft der Herz-Jesu-Missionare bei und empfing am 10. August 1936 die Priesterweihe.
Papst Pius XII. ernannte ihn am 23. März 1955 zum Bischof von Surigao. Der Erzbischof von Cagayan de Oro, James Thomas Gibbons Hayes SJ, spendete ihm am 21. Juni desselben Jahres die Bischofsweihe; Mitkonsekratoren waren Luis Del Rosario SJ, Bischof von Zamboanga, und Lino R. Gonzaga y Rasdesales, Bischof von Palo.
Er nahm an allen Sitzungsperiode des Zweiten Vatikanischen Konzils teil. Von seinem Amt trat er am 10. Januar 1973 zurück.